# Okres Tata
Okres Tata (maďarsky Tatai járás) je jedním z šesti okresů maďarské župy Komárom-Esztergom. Jeho centrem je město Tata.

## Sídla
V okrese se nachází celkem 10 měst a obcí.
Města
- Tata

Obce
- Baj
- Dunaalmás
- Dunaszentmiklós
- Kocs
- Naszály
- Neszmély
- Szomód
- Tardos
- Vértestolna